# Jonathan Nez
Jonathan Nez (26 de mayo de 1975) es un político estadounidense navajo que se desempeñó como el noveno presidente de la Nación Navajo entre 2019 y 2023. Antes de su cargo de presidente, Nez se desempeñó como vicepresidente desde 2015 hasta principios de enero de 2019. A los 43 años de edad, Nez se convirtió en su momento en la persona más joven en haber sido elegida presidente de la Nación Navajo (actualmente el más joven es Buu Nygren).

## Biografía
Nez nació en Tuba City, Arizona, realizando sus estudios en Northland Pioneer College y Northern Arizona University. Obtuvo una licenciatura en ciencias políticas y una maestría en administración pública.
Antes de ser elegido vicepresidente de la Nación Navajo, Nez se desempeñó como vicepresidente del capítulo Shonto, delegado en el Consejo de la Nación Navajo que representa a los capítulos de Oljato, Ts'ah Bii 'Kin, Navajo Mountain y Shonto. Fue juramentado en el cargo de Vicepresidente de la Nación Navajo el 12 de mayo de 2015 y juró el cargo de Presidente el 15 de enero de 2019.

| Predecesor: Russell Begaye | Presidente de la Nación Navajo 2019-2023 | Sucesor: Buu Nygren |